# Udo Heilmann
Udo Heilmann (4 mai 1913 – 20 novembre 1970) était un commandant de U-Boot pendant la Seconde Guerre mondiale.